# Непријатељ народа
„Непријатељ народа” је југословенски ТВ филм из 1969. године. Режирао га је Здравко Шотра а сценарио је базиран на истоименој драми Хенрика Ибсена.

## Улоге
| Глумац                     | Улога       |
| -------------------------- | ----------- |
| Даница Аћимац              |             |
| Павле Богатинчевић         |             |
| Урош Гловацки              |             |
| Мирјана Коџић              |             |
| Тома Курузовић             |             |
| Тамара Милетић             |             |
| Зоран Ранкић               |             |
| Властимир Ђуза Стојиљковић | Др. Стокман |
| Милутин Мића Татић         |             |
| Власта Велисављевић        |             |
| Риста Ђорђевић             |             |
| Добрила Костић             |             |